# Chusquea ibiramae
Chusquea ibiramae är en gräsart som beskrevs av Mcclure och Lyman Bradford Smith. Chusquea ibiramae ingår i släktet Chusquea och familjen gräs. Inga underarter finns listade i Catalogue of Life.